# Икарус 232
Икарус 232 "Пионир"  је југословенски експериментални двомоторни, нискокрилни авион са затвореном кабином, у коме је пилот био у лежећем положају. У функцији у ЈРВ је био од 1947. до 1953. године.

## Пројектовање и развој
У тежњи да превазиђе проблем негативног утицаја g-оптерећења на пилота, наш познати конструктор авиона Драгољуб Бешлин је 1940. конструисао експериментални авион под ознаком B-5 код којег је пилот управљао авионом лежећи на стомаку. Прототип овог авиона је био готов 1940. године, а његово испитивање је омело избијање Априлског рата 1941. године. Заробљени прототип Немци су пребацили у Немачку где су га испитали.
После рата Конструкторска група бр. 9 ГДВИ на челу са Драгољубом Бешлином је 1947. конструисала експериментални лаки авион Икарус 232 "Пионир" који се наслањао на предратни пројект B-5. То је био једнокрилни, нискокрилац, са једним чланом посаде, авион дрвене конструкције са два мотора и класичним неувлачећим стајним трапом. У земунском Икарусу су направљена два прототипа. Први лет је извршен 2. октобра 1947. године

## Оперативно коришћење
Званично испитивање прототипова је почело првим летом 2. октобра 1947., а завршено је 23. марта 1949. године. Оба прототипа налетела су током испитивања 27 часова и 25 минута. Оба ова прототипа су и после завршеног испитивања остала у ВОЦ-у и тамо коришћена. Други прототип је имао удес 1952. године. Иначе, оба авиона су у периоду од 1949. до 1953.г. када су повучени из употребе имала укупно 215 сати налета.

## Галерија
- Пионир 232, експер. авион с пилотом у лежећем ставу.
- Пионир 232 (бочни изглед).
- Изглед кабине авиона „Пионир 232".

## Земље које су користиле овај авион
| - Југославија−ФНРЈ/СФРЈ |